# Stefan Mitrović
Stefan Mitrović (serbisch-kyrillisch Стефан Митровић; * 22. Mai 1990 in Belgrad) ist ein serbischer Fußballspieler, der bei der KAA Gent unter Vertrag steht und für die serbische Nationalmannschaft spielt.

## Karriere

### Verein
Mitrović begann seine Karriere in der Jugendabteilung des Belgrader Vereins FK Rad. Nach mehreren einjährigen Stationen in der Slowakei, Tschechien, Serbien und Belgien, wechselte er im Sommer 2013 nach Lissabon. Nach einigen Einsätzen für die zweite Mannschaft in der Segunda Liga, der 2. Liga in Portugal wurde er im Januar 2014 nach Spanien an Real Valladolid ausgeliehen. In der 1. Liga in Spanien der Primera División, bestritt er 16 Spiele und erhielt dabei neun Gelbe Karten. Zur Saison 2014/15 wechselt Mitrović zum SC Freiburg. Sein Debüt in der Fußball-Bundesliga gab er am 5. Oktober 2014 (7. Spieltag) beim 1:1 gegen Werder Bremen, als er in der 46. Spielminute für Marc Oliver Kempf eingewechselt wurde.
Zur Saison 2015/2016 wechselte Mitrović auf Leihbasis mit Kaufoption für ein Jahr zu KAA Gent in die belgische 1. Division. Nach Ende der Spielt 2015/16 zog Gent die Kaufoption für Mitrović. Sein Vertrag lief ursprünglich bis zum 30. Juni 2020.
Doch schon Anfang der Saison 2018/19 wechselte Mitrović nach Frankreich zu Racing Straßburg in die Ligue 1. Hier gewann er auf Anhieb den Ligapokal im Finale gegen EA Guingamp (4:1 n. E.) und qualifizierte sich damit für die Europa League. Nach drei Jahren verließ er Straßburg im Sommer 2021 und wechselte zum FC Getafe.
Von dort wechselte er im Februar 2024 erneut zur KAA Gent. Dort bestritt er im Rest der Saison 2023/24 15 von 19 möglichen Ligaspielen, in denen er zwei Tore schoss, sowie zwei Spiele in der Conference League. In der nächsten Saison waren es 20 von 40 möglichen Ligaspielen, zwei Pokalspiele und zehn Spiele im Europapokal mit einem geschossenen Tor.

### Nationalmannschaft
Sein Länderspieldebüt für Serbien gab er am 1. Juni 2013, beim 1:1 gegen Panama.
Am 14. Oktober 2014 nahm Mitrović im EM-Qualifikationsspiel gegen Albanien eine über dem Spielfeld schwebende Drohne mit der Flagge Großalbaniens an sich und wollte sie vom Spielfeld tragen. Daraufhin wurde er von albanischen Spielern attackiert. Schließlich stürmten wütende serbische Fans den Platz, sodass die Spieler in die Kabine fliehen mussten. Das Spiel wurde abgebrochen und mit 3:0 für Albanien gewertet.

## Erfolge
- Französischer Ligapokalsieger: 2019